# Unreal Tournament 3
Unreal Tournament 3 (UT3) là một game bắn súng góc nhìn thứ nhất và trực tuyến nhiều người chơi do Epic Games phát triển và Midway Games phát hành thuộc dòng game Unreal. Trò chơi được phát hành cho Microsoft Windows vào ngày 19 tháng 11 năm 2007, cho PlayStation 3 vào ngày 11 tháng 12 năm 2007 và cho Xbox 360 vào ngày 3 tháng 7 năm 2008. Unreal Tournament 3 là phần thứ tư trong dòng Unreal Tournament và là bản Unreal thứ tám.
Tương tự như những phiên bản trước đây, trò chơi chủ yếu là một tựa game trực tuyến nhiều người chơi cung cấp một số chế độ chơi. Có tám chế độ, bao gồm Deathmatch, Capture the Flag, cũng như các mục như Duel, Warfare, Betrayal và Greed. Trong bản đồ xe, người chơi được trang bị ván trượt bay, cho phép người chơi nhanh chóng vượt qua các bản đồ lớn và vật lộn với các phương tiện của đồng đội khác. Không giống như những người tiền nhiệm của nó, chiến dịch chơi đơn của Unreal Tournament 3 không đi theo cốt truyện dựa trên Giải Tournament Grand Championship, và nó tập trung vào cuộc tấn công của Necris xảy ra trên thuộc địa tại một hành tinh vô danh, giải phóng Kralls được vũ trang tận răng, một chủng tộc người ngoài hành tinh hiếu chiến, lên nhân loại.
Ban đầu được công bố là Unreal Tournament 2007 vào năm 2005 và được phát hành vào năm 2006, trò chơi đã bị trì hoãn đến năm 2007. Nó được đổi tên thành Unreal Tournament 3 vì nhóm phát triển đã coi nó là thế hệ thứ ba của tựa game Unreal kể từ khi nó sử dụng Unreal Engine 3. Các bản port sang OS X và Linux đã được lên kế hoạch nhưng cuối cùng đều bị hủy bỏ. Trò chơi nhận được đánh giá tích cực từ giới phê bình, và bán được hơn 1 triệu bản trên toàn thế giới.

## Lối chơi
Tương tự như các mục trước của sê-ri, trò chơi chủ yếu là một tựa game trực tuyến nhiều người chơi cung cấp một số chế độ chơi, bao gồm Warfare ở quy mô lớn, Capture the Flag và Deathmatch. Game cũng bao gồm mục nhiều người chơi ngoại tuyến rộng lớn với một câu chuyện sâu sắc, bắt đầu bằng một thang giải đấu đơn giản và bao gồm các thành viên trong đội có tính cách độc đáo. Các chế độ chơi sau đây gồm có: Deathmatch, Team Deathmatch, Capture the flag, Duel, Warfare, Vehicle Capture the Flag, Betrayal và Greed.
Các mục chơi này không phải quay trở lại từ những bản Unreal Tournament trước bao gồm Invasion, Mutant (sau này được thay thế một phần bởi Titan mutator trong UT3 Titan Pack), Onslaught (thay thế bằng Warfare), Bombing Run, Last Man Standing, Domination và Double Domination. Assault đã bị xóa khỏi trò chơi trong quá trình sản xuất.
Trong phần này của Unreal Tournament, các phương tiện được chia thành hai phe, xe Axon và xe Necris. Xe Axon là những phương tiện tương tự từ bản Unreal Tournament 2004, nhưng một số có những thay đổi đáng kể trong trò chơi. Ngoài ra, trên bản đồ xe, mọi người chơi đều được trang bị ván trượt bay cá nhân, một thiết bị giống như ván trượt cho phép người chơi nhanh chóng vượt qua các bản đồ lớn và vật lộn với các phương tiện của những nhóm khác. Ván trượt bay rất dễ bị tấn công, và bất kỳ cú đánh nào cũng sẽ đánh bật người chơi khỏi bảng và vô hiệu hóa trong vài giây, khiến người chơi bị lộ vị trí và dễ bị tổn thương. Người chơi không thể sử dụng bất kỳ vũ khí nào khi đang dùng ván trượt bay này.

## Cốt truyện
Không giống như các bản Unreal Tournament, chiến dịch chơi đơn không theo cốt truyện dựa trên Giải đấu Tournament Grand Championship, và do đó, một số đội trong Unreal Tournament 3 không phải là đối thủ của Tournament. Năm phe phái có thể chơi là: Iron Guard, một đội lính đánh thuê người do cựu vô địch Tournament là Malcolm lãnh đạo; Ronin, một nhóm gồm bốn người sống sót sau cuộc tấn công thuộc địa nhân loại của Skaarj; Liandri, một loạt các robot hình người tiên tiến được chế tạo hoặc trang bị thêm cho chiến đấu; Krall, một chủng tộc người ngoài hành tinh hiếu chiến trước đây dưới sự lãnh đạo của Skaarj, trở về từ sự xuất hiện ban đầu của họ trong bản gốc Unreal; và Necris, những chiến binh đã trải qua quá trình cùng tên, khiến họ trông mạnh hơn với chi phí thay thế các quá trình sinh học của họ bằng "Nanoblack", biến họ thành những người lính bất tử (do đó có tên là Necris). Trong phần chơi Chiến dịch, người chơi điều khiển các thành viên của Ronin và Necris đóng vai trò là nhân vật phản diện chính.
Cốt truyện trong game là một cuộc tấn công con người của phe Necris xảy ra ở một thuộc địa trên hành tinh vô danh, giải phóng Krall được vũ trang tận răng. Thuộc địa không phòng bị, nhưng một nhóm Ronin đến hiện trường, bảo vệ những người sống sót. Reaper, thủ lĩnh của nhóm, khuyên chiến binh chỉ huy thứ hai của mình là Othello và cô em gái Jester phải tiêu diệt màn phong tỏa quỹ đạo Necris bằng chiến đấu cơ, và ra lệnh cho chuyên gia bắn tỉa của đội, Bishop, yểm trợ khi anh ta tràn vào để cứu thuộc địa. Đột nhiên, anh ta bị cuốn vào vụ nổ của một tên lửa tự hành đang lao tới và bất tỉnh, nhưng không phải trước khi nhìn thấy một người phụ nữ Necris vô danh đang bắn một người lính bên cạnh anh ta. Reaper được Othello và Jester tới giải cứu kịp thời và tỉnh lại trong căn cứ của Izanagi, một lực lượng du kích chiến đấu chống lại Necris và Axon, và anh gặp người lãnh đạo, được tiết lộ là Malcolm, người cũng lãnh đạo Iron Guard đóng vai trò là quân đội của Izanagi. Ông giải thích rằng cuộc tấn công của Necris là do chính Liandri chủ mưu, người cũng biến một số Krall, thành Necris, điều khiển những người lính bất tử. Người phụ nữ vô danh mà Reaper nhìn thấy hóa ra là Akasha, đặc vụ Necris đã phá hủy thuộc địa và cũng lãnh đạo lực lượng Necris. Reaper muốn giết cô ta, nhưng Malcolm nói với anh ta rằng anh ta cần phải chứng minh bản thân mình trước.

## Phát triển và phát hành
Trò chơi được công bố vào ngày 9 tháng 5 năm 2005 với tên gọi Unreal Tournament 2007 cho phiên bản phát hành năm 2006. Vào tháng 8 năm 2006, trò chơi đã bị trì hoãn cho đến nửa đầu năm 2007. Vào tháng 1 năm 2007, trò chơi đã được đổi tên thành Unreal Tournament 3. Unreal Tournament ban đầu sử dụng Unreal Engine đầu tiên, trong khi UT2003 và UT2004 thì dùng Unreal Engine 2. Kể từ lúc 2004 kết hợp tất cả nội dung từ 2003, chúng được coi là một phần của cùng một thế hệ. UT3 là thế hệ thứ ba, vì nó chạy trên Unreal Engine 3 và không sử dụng lại bất kỳ nội dung nào.

### Phiên bản Windows
Phiên bản limited collector của game có hộp thiếc phiên bản exclusive collector và quyển art book bìa cứng. Một đĩa DVD thưởng cũng gộp thêm vào, bao gồm hơn hai mươi giờ hướng dẫn bằng video về bộ công cụ Unreal Engine 3, lịch sử dòng game Unreal Tournament, và cảnh quay hậu trường trong quá trình tạo ra Unreal Tournament 3. Phiên bản Limited Collector's Edition đã được bán ở Mỹ, Canada, Mỹ Latinh, Châu Âu, Nam Phi, Úc và hầu hết các vùng lãnh thổ khác.

### Phiên bản PlayStation 3
Phiên bản PlayStation 3 hỗ trợ các bản mod do cộng đồng tạo ra có thể được tải lên và tải xuống ổ cứng của PS3 hoặc phương tiện bên ngoài, cũng như đầu vào chuột và bàn phím. Bản vá lỗi 1.1 được phát hành vào ngày 21 tháng 3 năm 2008. Nó bổ sung khả năng cho người chơi sử dụng phiên bản Bắc Mỹ và châu Âu để chơi cùng nhau, khắc phục sự cố với một số tai nghe USB và hiển thị các máy chủ có lượng ping thấp nhất ở đầu danh sách máy chủ. Một số cập nhật chỉ được áp dụng trên phiên bản Bắc Mỹ, vì phiên bản PAL được phát hành vào tháng 3 năm 2008 vừa mới cập nhật một phần. Bản vá lỗi 2.0 được phát hành vào ngày 5 tháng 3 năm 2009 và bổ sung hỗ trợ mod PC tốt hơn, chia đôi màn hình, AI thông minh hơn, bốn mươi tám Trophies có thể đạt được, cải tiến phía máy chủ, bầu chọn bản đồ được cải thiện, phần chơi mạng cục bộ và giao diện người dùng mới. Phần chơi trực tuyến nhiều người chơi và LAN cho phiên bản này đã bị chấm dứt vào tháng 7 năm 2014, sau khi tất cả các máy chủ GameSpy ngừng hoạt động.

### Phiên bản Xbox 360
Khi phát hành, phiên bản Xbox 360 có năm bản đồ độc quyền, hai nhân vật độc quyền, chế độ chia màn hình hai người chơi, và tất cả nội dung tải về do Epic phát hành đã có trên đĩa. Với việc phát hành bản vá lỗi "Titan Upgrade" của PS3 và PC vào ngày 5 tháng 3, các phiên bản này đã cung cấp nội dung Xbox 360 độc quyền trước đây, cũng như các nội dung khác. Phiên bản Xbox 360 không hỗ trợ các mod do người dùng tạo, vì nội dung bổ sung phải được Microsoft xác minh trước khi phát hành. Đây là phiên bản duy nhất chỉ hỗ trợ tay cầm điều khiển.

### Phiên bản Linux và Mac OS X bị hủy bỏ
Các phiên bản Linux và Mac OS X của game đã được lên kế hoạch phát hành dưới dạng các trình cài đặt có thể tải về hoạt động với đĩa bán lẻ. Ryan C. Gordon đã tải lên ảnh chụp màn hình của trò chơi, kể từ tháng 9 năm 2008, chạy trên cả hai nền tảng. Ngày 22 tháng 5 năm 2009, Ryan tuyên bố rằng bản port UT3 dành cho Linux vẫn đang được tiến hành. Ngày 16 tháng 12 năm 2010, Steve Polge thông báo rằng bản port Linux sẽ không bao giờ được phát hành, khiến nó trở thành tựa game Unreal Tournament đầu tiên không được phát hành trên Linux.

### Soundtrack
Unreal Tournament 3: The Soundtrack chủ yếu dựa trên bản nhạc Unreal Tournament, đều do Straylight Productions và Michiel van den Bos sáng tác. Jesper Kyd và Rom Di Prisco đã phối lại nhiều bản nhạc của UT99 và sáng tác một số bản nhạc gốc khác, được Sumthing Else phát hành vào ngày 20 tháng 11 năm 2007. Sandhya Sanjana là một ca sĩ khách mời. Kevin Riepl cũng đã đóng góp vào việc sản xuất âm nhạc cho trò chơi, ghi âm các đoạn phim cắt cảnh cũng như một vài bản nhạc trong game.

### Titan PackvàBlack Edition
Ngày 5 tháng 3 năm 2009, một bản cập nhật miễn phí có tên Titan Pack được phát hành cho PC; phiên bản PS3 được phát hành vào ngày 19 tháng 3 năm 2009. Bản này bao gồm năm bản đồ và hai nhân vật trước đây là độc quyền của phiên bản Xbox 360, cùng với mười một bản đồ hoàn toàn mới, hai chế độ chơi mới ("Greed" và "Betrayal"), cùng Titan Mutator. Titan Mutator khiến người chơi tăng kích thước khi họ làm tốt hơn, đồng thời mang theo vũ khí thay thế và power-up. Việc mở rộng cũng bao gồm power-up mới, một phương tiện mới, hai khả năng triển khai mới và bổ sung các tháp pháo stinger. Một bản vá lỗi mới cũng được phát hành cùng với Titan Pack, cho phép cải tiến AI khác nhau (đặc biệt là ở chế độ xe), nâng cấp hiệu suất mạng và hỗ trợ thêm cho Steam Achievements (PC) và Trophies (PS3). Nó cũng bổ sung chế độ chia đôi màn hình hai người chơi (trước đây là độc quyền cho phiên bản 360) và duyệt mod cho phiên bản PS3.
Black Edition là bản Unreal Tournament 3 hoàn chỉnh—bao gồm cả UT3 hoàn chỉnh (với bản vá lỗi 2.0) cũng như Titan Pack. Titan Pack cung cấp cho người chơi một số lượng đáng kể các tính năng nâng cao và nội dung mới, bao gồm nhiều môi trường ban đầu, các loại game mới, bộ biến đổi Titan cùng tên gọi (Titan Mutator), có thể giúp triển khai đội hình và vũ khí mạnh hơn, nhân vật mới và loại phương tiện Stealthbender.

## Đón nhận
Unreal Tournament 3 nhận được đánh giá tích cực từ giới phê bình. Xbox Magazine chấm cho game 8.5/10 điểm. PlayStation: the Official Magazine cho game 5/5 sao trong số phát hành tháng 2 năm 2008 và tuyên bố, "UT3 trông rất tuyệt, nhưng đó là từng chút choáng váng dưới bề mặt." Vào tháng 3 năm 2008, Midway thông báo rằng UT3 đã bán được hơn một triệu bản trên toàn thế giới.